# Франц Антел
Франц Антел (Беч, 28. јун 1913 – Беч, 11. август 2007) био је аустријски филмски продуцент, сценариста и режисер.

## Биографија
Рођен у Бечу, Антел је у међуратним годинама радио углавном као филмски продуцент. После Другог светског рата почео је да пише и режира филмове. Касних 1940-их, 1950-их и 1960-их, режирао је углавном комедије (романтичне, слапстик и мјузикле) и филмове са темом аустроугарске историје, који су од тада, подједнако за аустријске и немачке ТВ станице, били основни део поподневног викенд програма. Нешто другачији је био филм о афери Оберст (пуковник) Редл која је потресла Аустро-Угарску монархију уочи Првог светског рата. Сам Антел је касније прокоментарисао овај период: „Увек сам желео да пружим добру забаву људима у биоскопу. После пројекције људи треба да кажу: Е, сад сам добро расположен, изаћи ћу да попијем чашу вина“ (немачки оригинал: "Ich wollte die Leute im Kino immer gut unterhalten. Die Besucher sollten nach der Filmvorführung sagen: So, jetzt bin ich gut aufgelegt, jetzt geh ich auf ein Viertel Wein.")
Од касних 1960-их, подстакнут новим приликама у филмској индустрији које је донела сексуална револуција, Антел је постепено пребацио своје главно интересовање на меку порнографију и вулгарност. Ту се истиче његова серија филмова Фрау Виртин („домаћица“), режирана под псеудонимом Франсоа Легран, којом је покушао да добије међународно признање. Наслови су укључивали Слатки греси секси Сузан (1967), Секси Сузан поново у греху (1968), Дивљи, жељни и секси (1969) и Немој рећи тати (под насловом: Несташне нимфе у САД) (1972).
Антел је причао анегдоту о себи описујући како је, да би оправдао своју репутацију женскароша, носио пар високих потпетица у свом пртљагу које би потом повремено стављао у ходник испред своје хотелске собе – посебно када је путовао сам.
Међу најпознатијим глумцима са којима је Антел радио од 1940-их до 1970-их били су Ханс Мозер, Пол Хербигер, Оскар Вернер, Курд Јургенс, Тони Кертис, Херберт Фукс, Хајнрих Швајгер, Артур Кенеди, Керол Бејкер, Едвиге Фенех, Џорџ Хилтон, Мариса Беренсон, Брит Екланд, Андреа Фереол.
1981. је била прекретница у Антеловој каријери када је адаптирао за биоскопе позоришну представу Улриха Бехера и Питера Презеса. Смештен у доба Аншлуса 1938. до после завршетка рата, Бокерер говори о бечком месару по имену Карл Бокерер (глуми га Карл Меркац) коме здрав разум, а не интелект говори да се супротстави нацистима и који се усуђује да покаже отпор само зато што није у потпуности свестан могућих фаталних последица својих поступака. Док Бокерер и његова супруга преживљавају рат неповређени, њихов син се придружује СА, али је после неке унутрашње интриге послат на фронт и убијен. Филм је уврштен на 12. Московски међународни филмски фестивал.
Снажна антифашистичка порука филма, дирљиви дијалози и наступи најпопуларнијих аустријских глумаца и глумица (Ида Кротендорф, Алфред Бем, Хајнц Маречек, Ханс Холт, Долорес Шмидингер и многи други) учинили су Бокерер необично успешним филмом и дали нови подстицај Антеловој каријери. Направио је три наставка, који прате животе Бокерера све до 1960-их, а сваки приказује кључни историјски догађај у Аустрији или некој од њених суседних земаља:
- Бокерер II (Der Bockerer II, 1996) говори о десетогодишњој окупацији (1945-1955) Аустрије од стране савезничких сила;
- Бокерер III— Мост на Андау (Der Bockerer III — Die Brücke von Andau, 2000) је смештена у време Мађарске револуције 1956. године;
- Бокерер IV— Прашко пролеће (Der Bockerer IV — Der Prager Frühling, 2003) бави се историјским догађајем Прашког пролећа Александра Дубчека 1968. године.

## Изабрана филмографија
- Моја ћерка живи у Бечу (My Daughter Lives in Vienna, 1940)
- Певачка кућа (The Singing House, 1948)
- Без греха на алпским пашњацима (No Sin on the Alpine Pastures, 1950)
- Предрадник рудника (The Mine Foreman, 1952)
- Тражи се идеална жена (Ideal Woman Sought, 1952)
- Здраво службениче (Hallo Dienstmann, 1952)
- Царски валцер (The Emperor Waltz, 1953)
- Супер воћка (Ein tolles Früchtchen, 1953)
- Најслађе воће (The Sweetest Fruits, 1954)
- Црвени принц (The Red Prince, 1954)
- Руже са југа (Roses from the South, 1954)
- Конгресни плесови (The Congress Dances, 1955)
- Брачни санаторијум (Marriage Sanitarium, 1955)
- Шпијунирање (Spionage, 1955)
- Царски бал (Emperor's Ball, 1956)
- Љубав, девојке и војници (Love, Girls and Soldiers, 1958)
- Благо са језера Топлице (Der Schatz vom Toplitzsee, 1959)
- ...а пљачкаши настављају да лупају (…und ewig knallen die Räuber, 1962)
- Доручак са смрћу (Frühstück mit dem Tod, 1964)
- Велики слободни састав (Die große Kür, 1964)
- Зов шуме (Call of the Forest, 1965)
- Велика срећа (Das große Glück, 1967)
- Слатки греси секси Сузан (1967)
- Кула забрањене љубави (Der Turm der verbotenen Liebe, 1968)
- Секси Сузан поново у греху (Sexy Susan Sins Again, 1968)
- Зашто сам двапут рекао да? (Why Did I Ever Say Yes Twice?, 1969)
- Кућа задовољства (House of Pleasure, 1969)
- Мој отац, мајмун и ја (My Father, the Ape and I, 1971)
- Звали су га Крамбамбули (Sie nannten ihn Krambambuli, 1972)
- Плаво цвета енцијан (Blue Blooms the Gentian, 1973)
- Прво те насамарим, онда те упуцам  (Prima ti suono e poi ti sparo, 1975)
- Поново харају стари незнанци -  Судбоносном комбинацијом опљачкали смо банку (I soliti ignoti colpiscono ancora - E una banca rapinammo per fatal combinazion, 1976)
- Казаова и компанија (Casanova & Co., 1977)
- Љубавни хотел у Тиролу (Love Hotel in Tyrol, 1978)
- Бокерер (Der Bockerer, 1981)
- Јохан Штраус - Краљ без круне (Johann Strauß – Der König ohne Krone, 1987)
- Бокерер II - Аустрија је слободна (Der Bockerer II – Österreich ist frei, 1996)
- Бокерер III— Мост на Андау (Der Bockerer III — Die Brücke von Andau, 2000)
- Бокерер IV— Прашко пролеће (Der Bockerer IV — Der Prager Frühling, 2003)

### Аутобиографија:
- Franz Antel (with Peter Orthofer): Verdreht, verliebt, mein Leben, Vienna, Munich 2001 ( 3-85002-464-4)
- Franz Antel (with Ingrid Pachmann and Peter Orthofer): „Servus Franz, grüß dich!“ Anekdoten aus 75 Jahren Filmschaffen von Franz Antel. Der Antel in Bildern und Anekdoten, Vienna 2006 ( 3-85485-170-7)
- Franz Antel (with Bernd Buttinger): Franz Antel. Ein Leben für den Film, Mariahof 2006 ( 3-9501887-9-7,  978-3-9501887-9-0)